# Hyla molitor
"Hyla" molitor
Espèce
Statut de conservation UICN

 DD  : Données insuffisantes
"Hyla" molitor est une espèce d'amphibiens de la famille des Hylidae de Bolivie dont la position taxonomique est incertaine (Incertae sedis).

## Publication originale
- Schmidt, 1857 : Diagnosen neuer frösche des zoologischen cabinets zu krakau. Sitzungberichte der Mathematisch-Naturwissenschaftlichen Classe der Kaiserlichen Akademie der Wissenschaften, vol. 24, p. 10–15 (texte intégral).